# Sigurd Wongraven
Sigurd Wongraven (n. 28 noiembrie 1975, Oslo, Norvegia), mai bine cunoscut sub numele de scenă Satyr, este solistul vocal și chitaristul formației norvegiene de black metal Satyricon. Pseudonimul Satyr provine de la satiri, demoni ai naturii din mitologia greacă și membri ai cortegiului lui Dionis.

## Biografie
Satyr și-a început cariera muzicală în 1991, la vârsta de 16 ani. În acest an el s-a alăturat formației Satyricon.
În 1993 Satyr înființează casa de discuri Moonfog Productions, o subsidiară Tatra Productions. În același an el  împreună cu Fenriz și Kari Rueslåtten au înființat formația Storm (folk metal). În 1994 ia naștere proiectul personal al lui Satyr, Wongraven, formație în care el cântă la toate instrumentele. Între 1998 și 2000 Satyr a colaborat cu Thorns pe mult așteptatul album de debut al acestei formații, Thorns.
În 2010 Satyr și-a concretizat pasiunea pentru vin prin lansarea propriei mărci de vin roșu, iar ulterior a lansat și o marcă de vin alb.
E interesant de menționat faptul că Satyr are în colecția lui de muzică un disc vinil cu o particularitate ciudată. E vorba despre EP-ul Aske de Burzum pătat cu sângele lui Euronymous. Se pare că în timpul altercației dintre Varg Vikernes și Euronymous câțiva stropi de sânge au pătat unele dintre discurile aflate în holul apartamentului lui Euronymous.

## Discografie
cu Satyricon
Informații suplimentare: Satyricon (formație)#Discografie
cu Storm
- Nordavind (Album de studio) (1995)

cu Wongraven
- Fjelltronen (Album de studio) (1995)

cu Thorns
- Thorns (Album de studio) (2001)